# 懲弁国賊条例
懲弁国賊条例（ちょうべんこくぞくじょうれい）は、1915年（民国4年、大正4年）6月22日公布、26日に発布された中華民国の大総統令（教令第115号）である。条例自体は翌年に廃止されており、この条例の実質的な被害は少なかったと考えられており、同時期に奉天省・吉林省の官吏に配布された「商租地畝須知」（中国側の商租細則：商租権限を縮小解釈した内規）の施行規定（細則）に関する協議に焦点が移り、一般にこの細則の成否こそが商租権問題解決の鍵と見なされた。

## 概要
1915年に締約された日支条約（5月25日）の直後に発布された大統領令であり、直接は「私に外国人と契約を定立して本国国家の権利を害する者」を売国罪とする条項を主要としたものであるが、事実上は土地の商租を阻止したものと解されている。これは「将来外国人と結託しそうな地主、其他を震駭せしむる」ものであったとされる。

## 条文
（一部旧字体を新字体に改めた）
第一条
本国人民ニシテ外国人ト勾結シ売国ノ行為ヲナス者ハ国賊ト為シ治スルニ売国罪ヲ以テス
売国罪ハ大理院或ハ軍政執法機関ニ依テ之ヲ審判ス
第二条
左ノ各款ノ一ニ該当スルモノハ売国罪ト為ス
一、外国人ト勾結シ本国々家ノ治安及人民ノ公共安寧秩序ヲ擾乱セント意図スル者
二、私ニ外国人ト契約ヲ訂結シ本国々家ノ権利ヲ損害スル者
三、其他外国人ト勾結シ本国々家ニ不利ナル一切ノ行為ヲナス者
第三条
売国罪ヲ犯セル国賊ハ死刑ニ処ス
共謀者ハ死刑ニ処シ情ヲ知テ隠庇セル者ハ無期徒刑或ハ一等有期徒刑ニ処ス
死刑ハ銃殺ヲ以テ之ヲ執行スルコトヲ得
第四条
売国罪ヲ犯セル国賊ニシテ他国ニ逃住セル時ハ先ヅ其財産ヲ没収シ其接済及交通ヲ断ツ
第五条
国賊ニシテ前条ノ情形アル時ハ缺席裁判ヲ行ヒ死刑ヲ宣告シタル後何処地方ニ在ルヲ問ハス方ニ撃獲シ直ニ其地ニ於執行ス
第六条
国賊ノ売国行為ハ其原籍及犯事地方ニ於テ列名シテ其罪状ヲ宣示ス
第七条
売国罪ヲ犯セル国賊ハ何時ニ論ナク赦免スルコトヲ得ス但シ従犯ニシテ罪ヲ悔ヒ自首セル者ハ附乱自首特赦令ニ依リ具結立誓ノ規定ニ依リ免罪ヲ准予スルコトヲ得
第八条
本条例ハ公布ノ日ヨリ施行ス

## 反響
この条例について、第二条第二項および第三項はその解釈いかんによっては1915年の日支条約の履行に障害があるとして駐支公使は外交総長にただちに解釈を要求したところ、大理院総検察庁は「私謀私利ヲ逞ウセンカ為故意ニ本国ノ利権ヲ犠牲トシ外人ニ通シテ助ヲ求メ或ハ契約を結フ底ノ行為ヲ指スモノニシテ又事商工上ノ損失ニ関シ間接ニ国家ノ利益ヲ損スルモノハ其施行当初ノ精神ヲ按シ故意ニ非ル時ハ本罪ヲ成立セサル」趣旨を各官衙に通知し各国公使にも通牒した。しかしこの解釈によっても法の範囲が曖昧であり、支那人と外国人との合弁事業が場合により売国罪に問われる危険性があった。また実際に各地において商人が家屋を借り入れしようとするさいに地方官が家主を拘引し契約を破棄させ土地の商租についても所有妨害を加えたり所有者である支那人を処刑する事例も発生した、とされる。